# Mescal (Arizona)
Mescal es un lugar designado por el censo ubicado en el condado de Cochise en el estado estadounidense de Arizona. En el Censo de 2010 tenía una población de 1812 habitantes y una densidad poblacional de 143,75 personas por km².

## Geografía
Mescal se encuentra ubicado en las coordenadas 31°58′3″N 110°26′12″O / 31.96750, -110.43667. Según la Oficina del Censo de los Estados Unidos, Mescal tiene una superficie total de 12.61 km², de la cual 12.59 km² corresponden a tierra firme y (0.12%) 0.02 km² es agua.

## Demografía
Según el censo de 2010, había 1812 personas residiendo en Mescal. La densidad de población era de 143,75 hab./km². De los 1812 habitantes, Mescal estaba compuesto por el 92.88% blancos, el 0.61% eran afroamericanos, el 1.1% eran amerindios, el 0.39% eran asiáticos, el 0.33% eran isleños del Pacífico, el 1.99% eran de otras razas y el 2.7% pertenecían a dos o más razas. Del total de la población el 12.75% eran hispanos o latinos de cualquier raza.